# 和田龍夫
1964年愛媛県生まれ。京都大学経済学部卒業後、サントリー株式会社入社。宣伝部、ビール事業部、RTD事業部を経て、2008年よりサントリー酒類宣伝部長に就任。ハイボールやザ・プレミアムモルツのムーブメントを仕掛ける。また、2011年の東日本大震災直後には、震災広告「歌のリレー」を主導。同年のADCにて特別賞を受賞。2014年10月より株式会社サン・アドの専務取締役に就任。日本郵便の年賀状キャンペーンのコミュニケーションブレンダーを務める。2016年よりサントリーコミュニケーションズ執行役員・宣伝部長、2018年よりサントリービール株式会社 執行役員・マーケティング本部長・宣伝部長。2021年4月よりサントリー食品インターナショナル株式会社 執行役員 コミュニケーション本部長。2024年からサントリー初のチーフ・クリエイティブ・オフィサーに就任。長年に渡りサントリーの広告・宣伝活動のキーマンとなっている。

## 経歴
- 1964年：愛媛県生まれ
- 1987年：京都大学経済学部卒業
- 1987年：サントリー株式会社入社
- 2008年：サントリー酒類宣伝部長就任
- 2014年10月：株式会社サン・アド専務取締役就任
- 2016年：サントリーコミュニケーションズ執行役員・宣伝部長就任
- 2018年：サントリービール株式会社 執行役員・マーケティング本部長・宣伝部長就任
- 2021年：サントリー食品インターナショナル株式会社 執行役員就任
- 2024年：サントリーホールディングス株式会社　チーフ・クリエイティブ・オフィサー就任